# Un jour au mauvais endroit
Singles par Calogero
La Bourgeoisie des sensations
(2011) Les Feux d'artifice
(2014)
Un jour au mauvais endroit est une chanson de Calogero sortie en 2014. C'est le premier single extrait de son album Les Feux d'artifice.

## Caractéristiques
La chanson rend hommage à Sofiane Tadbirt et Kévin Noubissi, deux jeunes de 20 ans assassinés le 28 septembre 2012 dans le quartier des Granges à Échirolles dans la banlieue de Grenoble.

## Clip vidéo
Le clip a été tourné en mai 2014 à Échirolles par les réalisateurs Meriem Amari, Sylvain Barrière, Laurent Machuel et Rachid Oulaouk.
Les vidéos aériennes et du jeu de boules ont quant à elles été tournées par Frédéric Jolyon de Drone Production.
Le 13 février 2015, lors de la cérémonie des Victoires de la musique 2015, Calogero a été récompensé par le seul vote du public en remportant le titre de La chanson originale de l'année avec le tube Un jour au mauvais endroit, issue de son 6e album intitulé Les Feux d'artifice sortie en France le 18 août 2014.

## Classements hebdomadaires
| Classement (2014)                       | Meilleure position |
| --------------------------------------- | ------------------ |
| Belgique (Wallonie Ultratop 50 Singles) | 6                  |
| France (SNEP)                           | 4                  |